# Carrer Portal (Tossa de Mar)
El Carrer Portal és un carrer del municipi de Tossa de Mar (Selva) que té alguns edificis inclosos a l'Inventari del Patrimoni Arquitectònic de Catalunya.

## Número 7

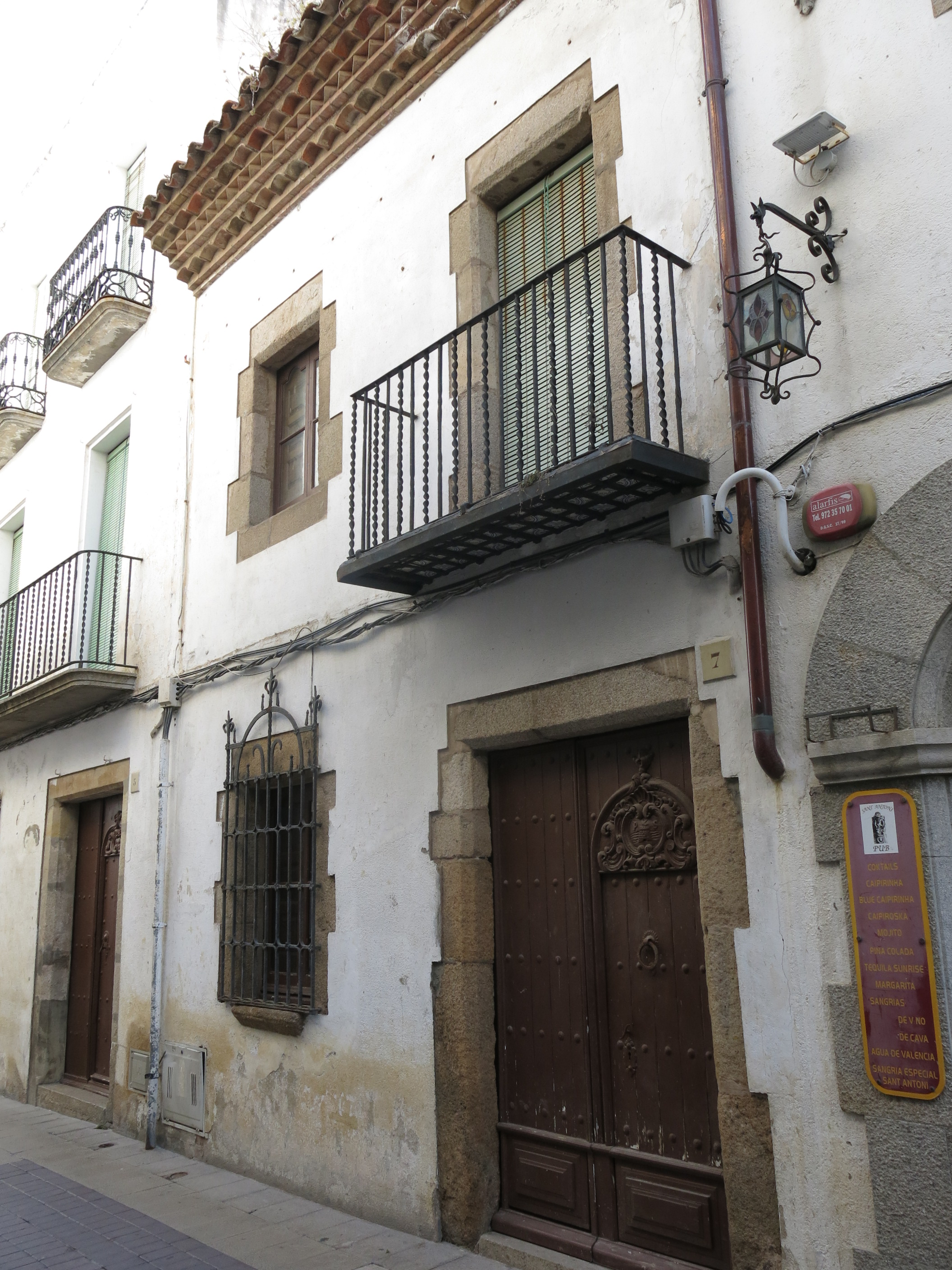
Número 7 del carrer Portal

L'edifici del número 7 del carrer Portal és una obra del municipi de Tossa de Mar (Selva) inclosa en l'Inventari del Patrimoni Arquitectònic de Catalunya.
És un edifici de tres plantes, cobert a doble vessant a façana i situat entre mitgeres. La façana, de dues crugies, és arrebossada i pintada de blanc. La planta baixa consta de dues obertures, una porta i una finestra. El portal està emmarcat de granit i té una llinda monolítica, actualment esquerdada. La porta és de fusta tallada i decoració barroca i vegetal. Conté, dins els motius, una torre, un ocell, la mar i les inicials P i S. La finestra, també emmarcada de grans blocs treballats de granit, té una rellevant reixa de ferro de forja, amb decoració d'estructura rectangular, motius florals, fletxes i un arc de mig punt amb tre pinacles a la part superior. La llinda de la finestra conté una inscripció gravada bastant il·legible.
El primer pis està format per dues finestres, una d'elles adaptada a balcó durant el segle xix, la que hi ha sobre la porta principal. Aquestes finestres són emmarcades de pedra i la barana del balcó és de ferro forjat amb base de malla quadrangular de ferro i ceràmica pintada, visible des de baix, de colors blanc, blau i verd i amb motius vegetals i quadrilobulats. El ràfec destaca per ser una combinació de sis fileres de rajola, teula i rajol en forma de punta de diamant. A sobre de la cornisa durant el segle XX s'hi va alçar un altre pis.

### Història
Es tracta d'una casa de dos plantes a la qual s'ha afegit una tercera durant el segle xx. La casa possiblement tingui un origen medieval, encara que la seva fisonomia actual sembla del segle xviii. Encara que restaurada, la porta de fusta principal és similar a les tradicionals del Centre de Tossa, amb doble porta i decoració de fusteria barroca, vegetal i geomètrica, sobre l'obertura d'ús més comú en forma d'arc, atribuïdes a la família d'artistes i fusters tossencs de Cas Martí.

## Número 9
Edifici de tres plantes, entre mitgeres, i coberta d'una vessant a façana complementada amb un ràfec prominent constituït per sis fileres: la primera de rajola plana, la segona de teula, la tercera de rajola plana, la quarta de rajola en punta de diamant, la cinquena de rajola plana i la sisena de teula girada. L'immoble està ubicat al costat esquerre del carrer Portal. La façana principal és la que dona al carrer Portal i està estructurada internament basant-se en dues crugies. L'espai físic de la planta baixa, es troba absolutament monopolitzat per un enorme arc de mig punt rebaixat amb les impostes treballades, compartimentat en quatre entrades.
En el primer i segon pis s'ha aplicat la mateixa solució compositiva que consisteix en la disposició de dues finestres rectangulars - per pis- amb llinda monolítica, muntants de pedra i ampit treballat. Remarcar exclusivament les del primer pis les quals sobresurten per aspectes mínimament puntuals. Així en la llinda de la finestra de l'esquerra es poden llegir les inicials "I H S", mentre que en la de la dreta s'observa un símbol, consistent en un triangle coronat per un cos esfèric.
Entremig de les dues finestres es pot contemplar una talla escultòrica molt curiosa que respon al culte de sant Antoni Abad, com així ho acredita la petita placa identificativa ubicada damunt la fornícula del sant, en la qual es pot llegir el següent: St. Antoni Abad, del 1390, és una talla de pedra de petites dimensions, emplaçada en una fornícula, dedicada a St. Antoni Abad com així ho acredita tant la placa identificativa, anteriorment esmentada, com també els trets iconogràfics i els atributs que l'acompanyen: barba llarga, bastó en la mà esquerra, a la dreta una campaneta, i com a patró dels animals rodejat d'algun d'ells com el gat o lleó que té a sota els peus.

### Història
A finals del segle xvi i durant la primera meitat del segle xvii l'extrem del camí ral que arribava a la vila murallada es va anar edificant a banda i banda. Així naixia el carrer Portal avui eminentment comercial. Des d'aquest carrer es pot contemplar la monumentalitat del pany de muralla que arriba fins a es Codolar, el portal de la muralla que li dona nom i dues de tres torres importants del recinte, la coneguda com torre de les Hores per haver-hi hagut antigament el rellotge públic i un petit campanar al capdamunt, i la d'es Codolar.